# Green River-formatie

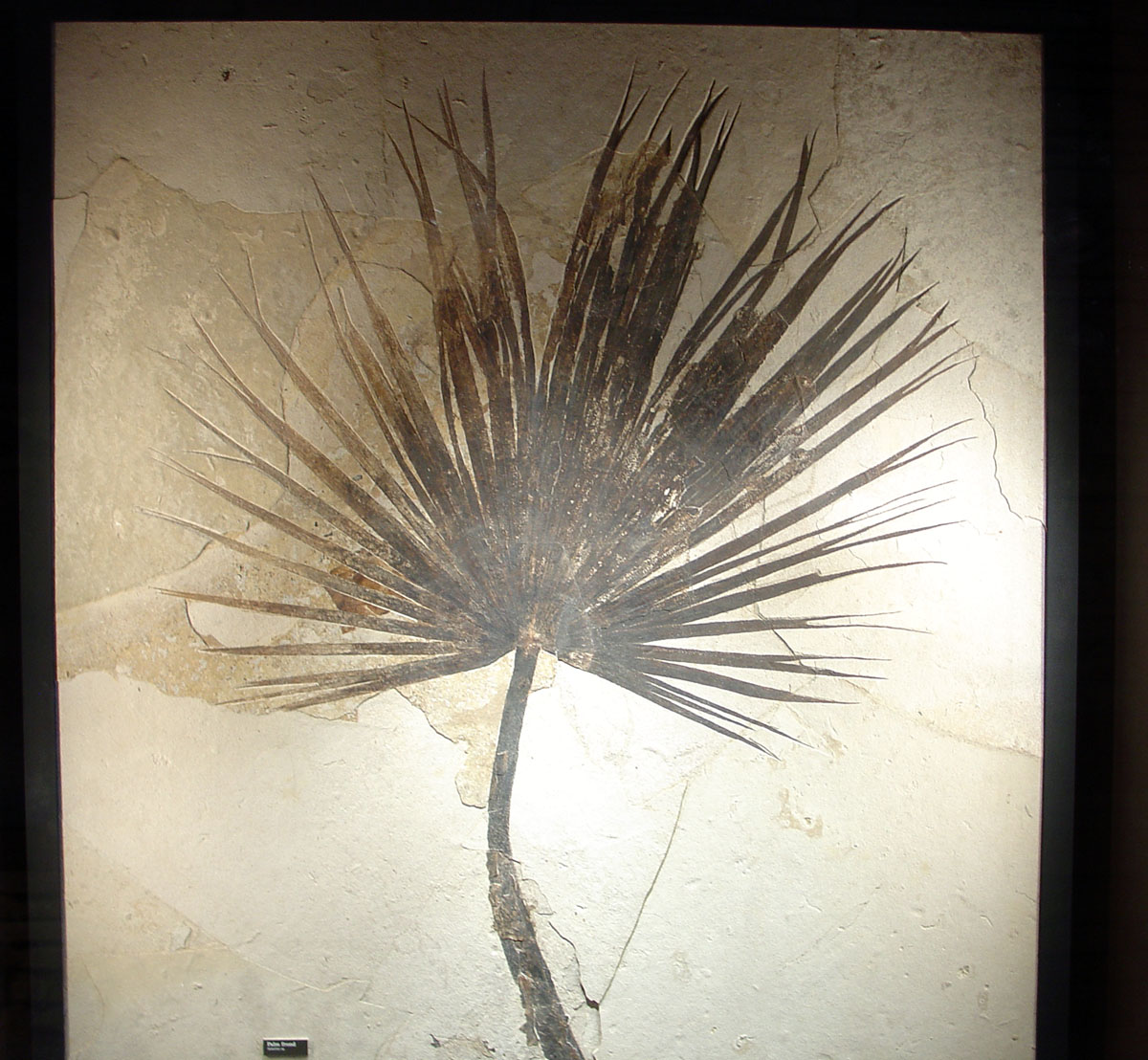
Fossiel palmblad uit de Green River-formatie. Het voorkomen van palmen laat zien dat het zuidwesten van de V.S. in het Eoceen een natter klimaat had dan tegenwoordig.

De Green River-formatie is een geologische formatie uit het Eoceen die dagzoomt in de Amerikaanse staten Utah, Colorado en Wyoming. De formatie is genoemd naar de Green River, een zijrivier van de Colorado River en werd afgezet in drie intramontane bekkens rondom de Uinta Mountains. De sedimenten zijn lacustrien of fluviatiel van oorsprong.
De Green River-formatie is afgezet in een merensysteem in een regenwoudgebied. De formatie is bekend als vindplaats van fossielen, vooral van vissen, vogels en planten. De plantenfossielen behoren tot onder meer platanen, palmen en varens. Het Fossil Butte National Monument in Lincoln County (Wyoming) is waar een deel van de formatie die Fossil Lake genoemd wordt dagzoomt en waarin unieke fossielen zijn gevonden. Deze formatie heeft haar sporen achtergelaten in het Flaming Gorge National Recreation Area.   
In het Fossil Butte National Monument zijn een groot aantal goed bewaard gebleven vogelfossielen gevonden uit het Wasatchian met een ouderdom van ongeveer 52 miljoen jaar. Tot de vogels behoren onder andere loopvogels behorend tot de Lithornithidae, de eenachtige Presbyornis, hoendervogels, de vroege toerako Foro, de fregatvogel Limnofregata, de vroege gierzwaluwachtige Eocypselus, nachtzwaluwen zoals Fluvioviridavis, muisvogels, de scharrelaars Primobucco en Paracoracias, koerols, carnivore papegaaien en vroege zangvogels. Naast vissen en vogels zijn ook van enkele type amfibieën, reptielen en zoogdieren fossielen gevonden in de Green River-formatie, zoals de vroege vleermuis Icaronycteris.